# Yamaha SR 400

## Модификации
В 1978 году увидело свет первое поколение Yamaha SR, с 400- и 500-кубовыми одноцилиндровыми двигателями. Мотоцикл, построенный в лучших традициях английской школы, публика приняла на ура. Машина получила разноразмерные колеса – 19-дюймовое спереди и 18-дюймовое сзади. 
1978 год. Начало производства Yamaha SR400. На внутрияпонском рынке мотоцикл продавался с 400-кубовым мотором, отличавшимся от «пятисотки» ходом поршня.
В таком виде мотоцикл выпускался вплоть до 1985 года, когда на смену ему пришло второе поколение SR400. Обновленный аппарат получил бензобак большего объема и 18-дюймовое переднее колесо. Вдобавок к этому дисковый передний тормоз заменили олдскульным, барабанным.
1985 год. Второе поколение семейства SR получило больший бензобак, 18-дюймовое переднее колесо, а дисковый тормоз сменили барабанным.
Тремя годами позже, в 1988, золотниковый карбюратор уступил место вакуумному, а в 1993 изменились конструкции зажигания и генератора. Третье поколение SR400 широкой публике представили в 2001 году. 
2001 год. Третье поколение SR отличалось дисковым тормозом спереди, измененным зажиганием и карбюратором, а в глушителе появилась система дожига топлива.
Мотоцикл вновь получил дисковый тормоз переднего колеса, новый карбюратор и зажигание. Помимо цветовой гаммы, изменилась пробка бензобака, а к 2003 году в мотоцикле прописываются иммобилайзер и датчик положения дроссельной заслонки. 
В 2010 году вышло в свет четвертое поколение SR400. На смену карбюратору пришел инжектор, потянувший за собой новый бак с погружным насосом, лямбда-зонд в выпускной системе и датчик температуры в ГБЦ. В таком виде мотоцикл выпускается и по сей день. 